# فادي عبود
فادي عبود (21 مارس 1955  -)، وزير السياحة اللبناني.

## حياته العملية والعملية
- تلقى تعليمه الابتدائي في «مدرسة سان جوزف» بقرنة شهوان، بينما تلقى تعليمة الثانوي في «مدرسة الشويفات الدولية». وأخذ تحصيله الجامعي في جامعة ويستمنستر في لندن بتخصص الاقتصاد والإنماء.
- يرأس عدد من الشركات، حيث إنه رئيس مجلس إدارة «معمل جي بي آي للصناعات البلاستيكية» منذ عام 1982، كما إنه مدير عام «بلاستيك إنجنرينغ بروجكتس» في لندن، وأيضًا يدير شركة «جنرال ماشينز أند ميتال بروسسنغ». كما إنه رئيس مجلس إدارة «شركة النعص للمأكولات».
- في عام 2002 انتخب رئيسًا «لجمعية الصناعيين اللبنانيين»، وأعيد انتخابه لمرة ثانية في عام 2006 لدورة أخرى انتهت بعام 2010.
- هو عضو في المجلس التنفيذي للرابطة المارونية ورئيس اللجنة الاقتصادية فيها، كما إنه رئيس «جمعية أخضر دايم» العاملة في المجال البيئي، كما إنه عضو في غرفة التجارة الأمريكية - اللبنانية، وعضو في غرفة التجارة الدولية.
- في 9 نوفمبر 2009 عين وزيرًا للسياحة في حكومة سعد الحريري الأولى بعهد الرئيس ميشال سليمان، وفي 13 يونيو 2011 أعيد تعيينه بنفس المنصب وذلك في حكومة نجيب ميقاتي الثانية بعهد الرئيس ميشال سليمان.

## حياته الأسرية
متزوج من سيدة أرجنتينية ولهما:
- فادي «جونيور».
- جوانا.